# Hospital Universitário Gaffrée e Guinle
O Hospital Universitário Gaffrée e Guinle (HUGG) é um hospital universitário pertencente a Universidade Federal do Estado do Rio de Janeiro. Situa-se na rua Mariz e Barros, numa região que fica entre os bairros da Tijuca e Praça da Bandeira, próximo da Escola de Medicina e Cirurgia.

## História
No início funcionava na rua Barão de Mesquita.
Foi fundado em 1929 por Cândido Gaffrée e Guilherme Guinle.
A família Guinle e até mesmo Carlos Chagas sempre se referem ao papel encontrado junto aos documentos de Cândido Gaffrée, enunciando a vontade de legar uma determinada quantia de dinheiro para a construção de um hospital, intenção que foi redimensionada por Guilherme Guinle.
Segundo a escritura da fundação, caberia à família Guinle construir e instalar um hospital para sífilis e doenças venéreas em terreno adquirido pela família e, posteriormente, repassado para o patrimônio da fundação. O aparelhamento e a manutenção do hospital correriam às custas do governo federal. Caberia construir e instalar ambulatórios para diagnóstico e profilaxia da sífilis, em terrenos que seriam comprados pelo representante da família — Guilherme Guinle — em nome da fundação.  Com o nome de Fundação Gaffrée e Guinle, na época era o maior da cidade, contando com 320 leitos. 
Em abril de 1936 aconteceu nas dependências do Hospital Graffrée-Guinle a abertura do Curso da 1ª Turma da Faculdade de Ciências Médicas do Rio de Janeiro (fundada em 05 de dezembro de 1935), futura Faculdade de Ciências Médicas da UERJ. Posteriormente, essa Faculdade se transferiu nos anos 40 para sede própria na rua Fonseca Telles, n° 121, em São Cristóvão.
Em 1966 o Hospital foi incorporado à Escola de Medicina e Cirurgia. A partir de 1968 passou a ser denominado “Hospital Universitário Gaffrée e Guinle”, ocasião em que fora realizada uma grande reforma para readaptação do mesmo como um hospital-escola. A partir de 1.º de junho de ’82, através de convênio com o INAMPS, passou a atender aos segurados da Previdência Social
Em 1969, através do Decreto 773, passou a fazer parte, como uma das unidades, da FEFIEG (Federação de Faculdades Isoladas do Estado da Guanabara), depois renomeada para FEFIERJ (entre 1975 a 1979). Em 05 de junho de 1979 passara a integrar a Universidade do Rio de Janeiro (UNIRIO), atual Universidade Federal do Estado do Rio de Janeiro, passando a fazer parte de seu Centro de Ciências Biológicas e da Saúde (CCBS).
Em 16 de outubro de 1987, através da Portaria nº 05 de 13/10/1987, o Hospital Gaffrée e Guinle torna-se credenciado como "Centro Nacional de Referência em AIDS". Desde 1989, o Gaffrée possui um Centro de Testagem e Aconselhamento Anônimo, passando a ser denominado a partir de 1993, de Centros de Orientação e Apoio Sorológico.
No módulo profissional do Curso de Medicina, possui 500 alunos de graduação e 200 de pós-graduação. Também é hospital-escola da Escola de Enfermagem Alfredo Pinto com alunos da graduação e pós-graduação, dos alunos das Escolas de Nutrição e Biomedicina. O Hospital conta também com estagiários de outras instituições públicas e privadas de diferentes áreas de estudo (Serviço Social, Psicologia, Fonoaudiologia, Laboratório, etc. ).
No primeiro pavimento do biotério há vitrais que homenageiam grandes nomes da ciência como Robert Koch, Oswaldo Cruz e Louis Pasteur